# 20th Century Records
20th Century Records was een dochteronderneming van de film studio 20th Century Fox. 
Deze maatschappij had grote hits met Barry White. Carl Douglas (bekend van het lied "Kung fu fighting"), Edwin Starr en de soundtrack van Star Wars in 1977. Het lanceerde zijn eigen dochteronderneming genoemd Chi Sound Records voor discoplaten.
Het label was actief tot 1981 en is verkocht aan Polygram Records in 1982.
Het werd opnieuw gelanceerd in 1991 onder de 2 labels. 20th Century Fox Film Scores, die voornamelijk werd soundtracks, en Fox Records als een standaard label met artiesten zoals Jamie Foxx. Beiden werden verspreid door Arista Records.
Een opvolger label, Fox Music, werd opgericht in 2000 in het kader 20th Century Fox.